# بخش آلتو لاران
بخش التو لاران (به اسپانیایی: Alto Larán District) یک سکونتگاه مسکونی در پرو است که در منطقه ایکا واقع شده‌است.

## خصوصیات
بخش التو لاران ۲۹۸٫۸۳ کیلومترمربع مساحت و ۶٬۹۷۲ نفر جمعیت دارد و ۱۳۷ متر بالاتر از سطح دریا واقع شده‌است.